# El azul
«El azul» es una canción interpretada por los mexicanos Junior H y Peso Pluma. Fue lanzado el 10 de febrero de 2023, a través de Rancho Humilde, Prajin Parlay y Worms Music, y fue distribuido por Warner Music Latina. La canción fue escrita únicamente por Daniel Candia y producida por Jimmy Humilde.

## Composición
El título de la canción lleva el nombre de Juan José Esparragoza Moreno, a quien comúnmente se le conoce como «El Azul». La letra de la canción hace referencias al narcotraficante mexicano Joaquín "El Chapo" Guzmán, en letras como "En la sangre traigo el 701 / Melena de león, pues vengo de uno".

## Impacto
Canciones anteriores de Peso Pluma como «El Belicón» y «Igualito a mi apá» también hacen referencias a los carteles, lo que puede ser la razón por la que Pluma recibió amenazas de muerte por parte del Cártel Jalisco Nueva Generación y tuvo que cancelar su show del 14 de octubre en Tijuana. Además, la letra «Como el de aquellos botones» fue censurada en plataformas de streaming.

## Video musical
Un video musical fue subido el 9 de febrero de 2023 a través del canal oficial de YouTube de Rancho Humilde. El video fue dirigido por Johnny Ragr y producido por Jimmy Humilde.

## Posicionamiento en listas
| Lista (2023)                        | Mejor posición |
| ----------------------------------- | -------------- |
| EE. UU. Billboard Hot 100           | 55             |
| Global 200 (Billboard)              | 23             |
| EE. UU. Hot Latin Songs (Billboard) | 8              |
| Mexico Songs (Billboard)            | 3              |

## Certificaciones
| País           | Organismo certificador | Certificación       | Ventas  | Ref.   |
| -------------- | ---------------------- | ------------------- | ------- | ------ |
| Estados Unidos | RIAA                   | 13× platino (latín) | 780.000 | [ 10 ] |